# Орудие управления
Орудие управления (англ. The Instrument of Government) — конституция Содружества Англии, Шотландии и Ирландии, принятая 16 декабря 1653 во время установления протектората Оливера Кромвеля. Составлена генерал-майором Джоном Ламбертом в 1653 году. Конституция должна была, по мнению её составителей, соединить в себе три принципа управления государством — монархический (единоличный протектор), аристократический (пожизненный Совет) и демократический (избираемый парламент).

Герб Содружества Англии, Шотландии и Ирландии, использовавшийся в 1654—1655 годах.

## Предыстория
После поражения в Первой гражданской войне в Англии в начале июня, король был взят под стражу. Однако интриги после этого не только не утихли, но приняли гораздо более серьёзный характер. Карл, сторонник натравливания одной группировки на другую, вступал в переговоры по очереди то с пресвитерианами, то с индепендентами, что вело к росту негодования среди рядового состава армии и революционно-настроенных левеллеров. Именно в это время высшее офицерство армии стали называть «джентльмены-индепенденты» или «гранды», в отличие от «честных, независимых солдат» и их руководителей «агитаторов». Агитаторы собрались и составили демократический республиканский манифест, озаглавленный «Народное соглашение».
Перед началом Второй гражданской войны, Генеральный совет армии представляет королю свой план урегулирования, названный «Главами предложений». Этот документ вырабатывался группой армейских генералов, включая Кромвеля и Айртона, а также парламентских индепендентов Сейема, Венома, Уортона, Сент-Джона и др. В нём в ещё более жесткой форме предлагалось реформировать избирательную систему, а также создать для управления страной Государственный совет, прекратить преследование тех, кто отказывается принимать пресвитерианство, и распустить Долгий парламент. От парламента требовалось подчинить все вооруженные силы страны единому командованию.

## Ключевые положения

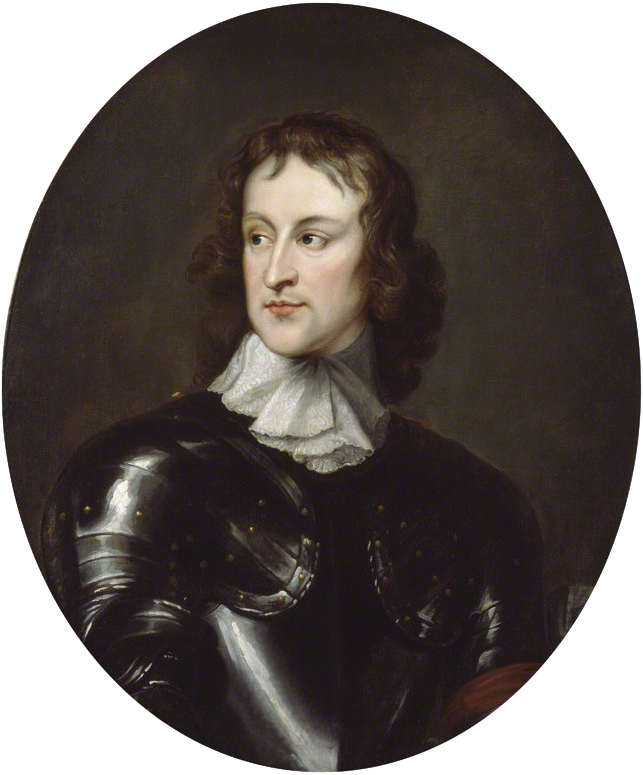
Автор Конституции генерал Джон Ламберт,

Согласно «Орудию», Кромвель получал пожизненный пост лорда-протектора, не являвшийся наследственным. Законодательная власть принадлежала ему совместно с парламентом, состоящим из 400 человек. Период легислатуры парламента составлял 3 года, а продолжительность сессии — не более 5 месяцев. Активное избирательное право предоставлялось лицам, обладавшим годовым доходом не менее 200 фунтов в земле или недвижимости, вместо прежнего ценза в 40 шиллингов с фригольда. Протекторат, таким образом, опирался исключительно на поддержку крупных и средних собственников. Параллельно происходило перераспределение избирательных округов в пользу городов и средних слоев населения.
Исполнительная власть вручалась лорду-протектору совместно с пожизненным Государственным советом из 15 лиц, список которых был сформирован и утвержден Советом офицеров (семеро из них являлись ведущими офицерами армии). Полномочия парламента и протектора строго лимитировались. Хотя сбор налогов разрешался только с согласия представительного органа (ст. ХХХ), что ставило протектора в финансовую зависимость от парламента, ст. ХVII фиксировала ежегодно субсидируемую сумму на нужды армии, флота и гражданской администрации, которую парламент не мог понизить. Несмотря на кажущиеся королевскими полномочия протектора, его власть ограничивалась жесткими рамками: в делах внутренних и международных он не мог предпринять ни одного самостоятельного шага без согласия парламента или Государственного совета.
Конституция существенно расширяла полномочия Государственного совета, неподотчетного ни парламенту, ни протектору. Именно Совету принадлежало право определения законности избрания депутатов и лишения их мандатов.

## Дальнейшая судьба
В 1655 г., ввиду усилившихся выступлений левеллеров, радикальных сектантов, а также роялистов, Кромвель разделил Англию и Уэльс на 11 военно-административных округов, во главе которых были поставлены особые генерал-майоры с неограниченными полномочиями; они осуществляли прежде всего полицейские функции и функции политического контроля; в их руках сосредоточивалось также местное управление, сбор налогов и т. д. На должности генерал-майоров (это именно должность, а не чин) были назначены бывшие командиры парламентской армии Скиппон, Ламберт, Гофф и др. Некоторые из них были генералами, другие полковниками или майорами.
В дальнейшем, новой конституцией Англии стала Покорнейшая петиция и совет, которая была принята 25 мая 1657 г., после которой произошло восстановление верхней палаты парламента, хотя и без утверждения королевского сана. Протектор получил право назначить себе преемника, то есть власть его стала фактически наследственной. Учреждалась верхняя палата, палата лордов.